# Laid-Back Camp
Laid-Back Camp (яп. ゆるキャン△ юрукян△) — манга, автором которой является Afro. Изначально с 2015 года публиковалась в журнале Manga Time Kirara Forward, но в 2019 году её выход был перемещён на сайт издателя и в приложение Comic Fuz.
На её основе в 2018 году вышел аниме-сериал студии C-Station, его второй сезон транслировался с января по март 2021 года. С января по март 2020 года транслировался короткометражный сериал Heya Camp. В это же время на японском телевидении шёл показ дорамы на основе манги, чей второй сезон запланирован на весну 2021 года.

## Сюжет
Рин Сима любит ходить в походы в одиночку, но однажды она встречает беззаботную Надэсико Кагамихару, и её жизнь начинает постепенно меняться. Сюжет разворачивается в префектуре Яманаси и в её окрестностях, где главные героини и их друзья ходят в различные турпоходы.

## Персонажи
- Надэсико Кагамихара (яп. 各務原 なでしこ) 
  - Озвучивает Юмири Ханамори.
  - Энергичная, но немного рассеянная девушка. После встречи с Рин Симой увлеклась походами. Её фамилия происходит от города Какамихара в префектуре Гифу.
- Рин Сима (яп. 志摩 リン)
  - Озвучивает Нао Тояма.
  - Девушка, увлекающаяся походами. Любит одиночество, но после встречи с Надэсико пересмотрела свои взгляды на походы. Фамилия происходит от города Сима, префектура Миэ.
- Тиаки Огаки (яп. 大垣 千明)
  - Озвучивает Саюри Хара.
  - Президент кружка отдыха на природе. Носит очки. Её фамилия происходит от Огаки, Гифу.
- Аой Инуяма (яп. 犬山 あおい) 
  - Озвучивает Аки Тоёсаки.
  - Подруга Тиаки, также состоит в походном клубе. Говорит с заметным кансайским акцентом. Её фамилия происходит от города Инуяма, Айти.
- Эна Сайто (яп. 斉藤 恵那)
  - Озвучивает Такахаси Риэ.
  - Весёлая подруга Рин. У неё есть пёс чихуахуа по имени Тикува. Фамилия происходит от города Эна, Гифу.

## Медиа

### Манга
Манга начала издаваться в журнале Manga Time Kirara Forward от издательства Houbunsha c июля 2015 года до 2019 года. С 2019 года мангу перенесли на новый веб-сайт в приложение Comic Fuz. На январь 2021 года было издано 11 томов.
Издательство из Канады Yen Press лицензировала мангу для выхода в Северной Америке и США, выпустив первый том манги на английском языке в марте 2018 года.

### Аниме
Экранизация манги из 12 серий, созданная на студии C-Station под руководством режиссера Ёсиаки Кёгоку по сценарию Дзина Танака, выходила в эфир с 4 января по 22 марта 2018 года. Произведение было выпущено на трех дисках Blu-ray Disc / DVD в период с 28 марта по 25 июля 2018 года, каждый из которых содержал дополнительную OVA-серию. Аниме было создано при поддержке Crunchyroll.
Второй сезон, полнометражный фильм и короткометражный сериал были анонсированы в октябре 2018 года. Аниме Heya Camp транслировалось с 6 января по 23 марта 2020 года. Режиссёром сериала выступил Масато Дзимбо, сценаристом — Мицуми ито, а Мицуми Сасаки — дизайнером персонажей. Ёсиаки Кёгоку был указан в качестве руководителя, за производство отвечала также студия C-Station. Дополнительная серия вошла также и на диск вместе с ним, выпущенный 27 мая 2020 года.
Второй сезон основного сериала из 13 серий транслировался с 7 января по 1 апреля 2021 года.
1 июля 2022 года в Японии состоялась премьера фильма.
В октябре 2022 года был анонсирован 3 сезон.

### Дорама
Игровой сериал на основе манги был анонсирован в ноябре 2019 года. Его премьера состоялась на канале TV Tokyo 9 января 2020 года, первый сезон завершился 26 марта 2020 года. В ноябре 2020 года был анонсирован второй сезон. Специальная серия должна быть показана 29 марта 2021 года, а второй сезон начнет свою трансляцию 1 апреля 2021 года.

## Критика
Первые три тома манги, вышедшие на английском, вошли в список 2019 года Американской библиотечной ассоциации великолепных графических романов для подростков. Манга была также номинирована на премию Айснера в категории «Лучшее американское издание международного материала — Азия» в 2019 году.
В ноябре 2019 года Polygon назвал аниме Laid-Back Camp одним из лучших произведений 2010-х, описав его как «предельно уютное, бытовое аниме», а Crunchyroll включил его в свой список «100 лучших аниме 2010-х». Оно также попало в аналогичный список IGN, где в описании было отмечено, что Laid-Back Camp — это «великолепное торжество природы и дружбы».